# Амазон
Амазон (шп. Río Amazonas, порт. Rio Amazonas) је река у Јужној Америци. Са просечним годишњим протоком од 209.000 m³/s то је водом најбогатија река на свету. У ствари, њен проток је једнак збиру протока 6 наредних водом најбогатијих река.
Дужина реке Амазон је 6.448 km. У свету, дужа је једино река Нил. Једна бразилска експедиција из 2007. утврдила је ново извориште Амазона, тврдећи да је ово ипак најдужа светска река.
Слив реке Амазон покрива 6.950.000 km², што је 40% Јужне Америке (други највећи слив је слив реке Конго са 3,8 милиона км²). Басен Амазона се простире на географским ширинама између 5° север и 20° југ. Река извире у Андима и улива се у Атлантски океан у нивоу екватора. Извор Амазона је у Перуу, а река затим прелази у Бразил на тромеђи са Колумбијом којој припада део леве обале. Одатле река тече 3.615 km кроз Бразил до свог ушћа. Њен хидрографски басен обухвата више од 1000 водотокова. Река Амазон носи 18% све слатке воде која се улива у светске океане.
Река је пловна до града Икитос, 3700 km од океана, док мала пловила могу да плове још 780 km до Ачуала.
Горњи ток реке Апуримак на Невадо Мисмију се сматрао током периода од скоро једног века најудаљенијим извором Амазона, све док једна студија из 2014. године није утврдила да тај статус у ствари припада притоци Кордилера Руми Круз у горњем току реке Мантаро у Перуу. Мантаро и Апурíмак се спајају, и са другим притокама формирају реку Укајали, која се затим спаја са реком Марањон у близини Икитоса у Перуу, чиме се формира ток који се у земљама изузев Бразила сматра главним током Амазона. Бразилци називају ову секцију реком Солимоес изнад њеног ушћа са реком Рио Негро чиме се формира ток који Бразилци називају Амазон код Сретишта вода (порт. Encontro das Águas) код Манауса, највећег града дуж тока реке.
Просечни проток је око 209.000 m3/s (7.400.000 cu ft/s; 209.000.000 L/s; 55.000.000 USgal/s)—отприлике 6.591 km3/s (1.581 cu mi/s), што је више од комбинације следећих седам највећих независних река — Амазон представља 20% глобалног речног испуста у океан. Амазонски басин је највећи слив на свету, чија површина је отприлике 7.050.000 km². Део речног слива у самом Бразилу је већи од било којег другог речног слива. Амазон улази у Бразил са само једном петином протока који на крају испушта у Атлантски океан, мада већ у тој тачки има већи проток од било које друге реке.

## Историја

### Преколумбијска ера
Током периода који многи археолози називају формативна фаза, амазонска друштва су била дубоко укључена у појаву Јужно Америчког планинског пољопривредног система. Трговина са Андским цивилизацијама у теренима горњег тока у Андима је формирала један од есенцијалних доприносилаца друштвеног и религиозног развоја цивилизација на већим надморским висинама, као што су Чибча и Инке. Рана људска насеља су типично била базирана на ниским брдима и насипима.

Пет типова археолошких налазишта је запажено у Амазонској регији: отпад шкољки и вештачки насипи, вештачке земљане платформе за целокупна села, земљани насипи и гребени за култивацију, бедеми и канали, и фигуративне хумке, геометријске и биоморфне.

Отпад шкољки представља најранију евиденцију насеобина; Оне представљају гомиле људског отпада и углавном датирају из периода пре између 7500 и 4000 година. Ова налазишта се везују за културе керамичког доба; прекерамичке хумке шкољки до сада нису документоване. Вештачке земљане платформе за целокупна села су други тип насипа. Оне су најбоље представљене у култури Маражоара. Фигуративне хумке су најкаснији типови насеља.
Постоје изобилни докази да су подручја која окружују реку Амазон била дом сложених и великих аутохтоних друштава, углавном племенских савеза који су развили велике вароши и градове. Археолози процењују да је до тренутка када је шпански конкистадор Де Орелана путовао преко Амазона 1541. године, око 3 милиона урођеничких људи живело је око реке. Постоје преколумбијска насеља која су формирале високо развијене цивилизације. На пример, постоје индикације да је пеколумбијско урођеничко становништво на острву Маражо развило социјалну стратификацију и подржавало становништво од 100.000 људи. У циљу постизања оваквог нивоа развоја, домородачки становници амазонске кишне шуме променили су екологију шуме и то кроз селективну култивацију и употребу ватре. Научници тврде да су аутохтони људи, путем вишеструких спаљивања шумских подручја, проузроковали да земља постане богатија храњивим састојцима. Ово је створило тамне површине земљишта познате као „terra preta de índio“ („индијска тамна земља“). Захваљујући овом приступу урођеничка друштва су могла учине земљу плодном и повољном за пољопривреду на великим скалама којом су се могла подржавати велике популације и комплексне друштвене структуре. Даља истраживања су довела до формирања хипотеза по којима је ова пракса започета пре око 11.000 година. Неки извори наводе да њен утицај на шумску екологију и регионалну климу може да објасни иначе необјашњиве појасе нижих падавина широм Амазонског басина.
Многа домородачка племена су узимала учешћа у сталним ратовима. Џејмс Стуарт Стјуарт Олсон је написао: „[Ширење Мундурукуа је довело до дислокације и расељавања народ Каваксиба, делећи племе у мање групе … [Мундуруку] су првобитно привукли пажњу Европљана 1770. године, када су започели серију свеобухватних напада на бразилска насеља дуж реке Амазон.“

## Ток реке
Амазон тече кроз Перу, Бразил и делимично као погранична река кроз Колумбију. Извори Амазона налазе се на Андима, одакле река тече у западном правцу. Амазон има неколико изворних река, и од зависности од тога која се узме за главну добијају се различите дужине. Најчешће се за изворну реку узима Укајали, ређе Марањон (Maraňón). По перуанским подацима Амазон је најдужа река на свету. Заједно са реком Укајали и Апуримак њена дужина износи скоро 7100 km, али најдужа река је заправо Нил дужине 6.853 km, док дужина Амазона са Марањоном износи око 6.400 km.
У средњем току, од ушћа Јавари до ушћа Рио Негро, Амазон носи име Solimôes. У том делу ширина реке долази и до 20 km, док у доњем току долази и до 100 km. Његово ушће у Атлантски океанима облик огромне делте са бројним рукавцима раздвојеним једни од других. Највећи од њих имају особине естуара, почињући чак и 350 km од океана.
Максималан проток на ушћу износи 300 хиљада m³/s (средњи годишњи проток износи око 120 хиљада m³/s). Ове огромне масе слатке воде узрокују појаву да је вода и 400 km од ушћа и даље слатка.
Реку Амазон открио је и прешао шпански истраживач и конкистадор Франсиско де Орељана 1541. и 1542. године.

## Притоке
Главне притоке Амазона са десне стране су:
- Укајали
- Журуа
- Пурус
- Мадеира
- Шингу

Главне притоке Амазона са леве стране су:
- Напо
- Путумаио
- Жапура
- Рио Негро

## Ушће Амазона
Због специфичне географије не постоји сагласност око тога где је ушће Амазона, ни колико је широко. Неки сматрају да је река Пара јужни рукавац Амазона, док га други сматрају независним делом реке Токантинс. Естуар реке Пара је широк 60 km. Пара и Амазон су спојене низом речних канала (у Бразилу их зову „фурос“) близу града Бревес. Између њих лежи острво Маражо, велико скоро као Холандија.
Ако се у ушће Амазона урачунају река Пара и острво Маражо, његов естуар је широк 325 km, што је више од укупне дужине реке Темза у Енглеској. Ако се изостави река Пара, ширина ушћа Амазона је 180 km. Само главни канал реке је широк 15 km.
Снажни ток реке и плима Атлантског океана стварају феномен познат као повратни плимски талас (порт. pororoca). Тај талас путује узводно и појављује се на Амазону и суседним рекама неколико пута годишње. Плимски талас на Амазону је са 1,5–4 m висине и брзином до 25 km на сат један од највиших и најбржих на свету. Плимски талас почине грмљавином која се појачава. Јавља се на местима где дубина реке не прелази 7 m.

## Проток
Средњи месечни проток Амазона (у ) мерен у хидро-мерној станици Обидос
средња вредност за 69 година (176.000 m³/s годишње)
Средњи месечни проток Амазона (у ) мерен на ушћу
(209 000 m³/s годишње)

## Пловност
Амазон је пловна река на дужини од 4.300 km и главни пут комуникације у том делу света.

## Биљни и животињски свет
Више од трећине свих биљних и животињских врста живи у басену амазонских тропских шума, подручја које се простире на више од 5.400.000 km².
У области Амазона наилазимо на обиље рибе и рибљих врста. До сада је идентификовано преко 2100 врста. Обиље рибе има одраза у локалној кухињи. Једна од најпознатијих врста је Arapaima gigas, у Бразилу позната као „пираруку“, јужноамеричка тропска слатководна риба. Она је једна од највећих слатководних риба света, максималне дужине 4,5 m и тежине до 200 килограма. Веома су присутне пиране, рибе месоједи, које се организују у велика јата која нападају веже животиње, стоку, па и људе. Експерти тврде да је њихова репутација агресивних предатора неоправдана. Од 30 до 60 врста пирана, само је за неколико врста познато да нападају човека. Бик ајкула је примећена код Икитоса, 4000 km узводно од океана. У Амазону живе још стотине врста водоземаца, ракова и корњача.
Неке од најугроженијих животињских врста су сисар и биљојед Амазонски ламантин (Trichechus inunguis) и Амазонски делфин (Inia geoffrensis), највећа врста речног делфина која достиже дужину од 2,6 m.
Зелена анаконда такође обитава у мутним водама Амазона. То је једна од највећих врста змија. Она углавном проводи време испод воде, док су јој само ноздрве изнад површине.
Плутајућа острва у Амазону формирају се од воденог биља и трава. Њих промена водостаја откида од преплетеног корења, а затим се од више њих формирају острва. Она могу да буду дуга стотињак метара и да формирају сопствени биотоп.
Амазон има станишта различитог квалитета воде која утичу на живи свет у њему. Воде Амазона се обично деле на три типа: црне воде (agua preta), беле воде (agua blanca) и бистре воде (agua clara).
Воде Амазона сваке године плаве 65.000 km² обала дуже од 6 месеци. На поплављеним површинама расте бујна вегетација. Копнене и водене животиње су се савршено адаптирале на ове услове. Морфологија неких копнених сисара се прилагодила околностима: мравоједи, опосуми, бодљикава прасад и кинкажу су стекли способност да дохватају предмете реповима. Неке водене животиње се хране копненом храном, па су неке рибе развиле кутњаке да би могле да се хране воћем. Код других врста желудац је повећао капацитет за складиштење масти. Видљивост у мутној води пуној седимената је мала, тако да су неке животиње више развиле чуло додира. На овај начин се животињски свет Амазона толико прилагодио животу у муљевитим мочварама да је достигао импресивне димензије. Ту живе највеће корњаче, видре, глодари, змије и орлови на свету.
Амазонски живи свет је угрожен рударством и пољопривредом. У последњих 10 година трагачи за златом су просули преко 2000 тона живе у реку. Главни разлог за крчење амазонских шума је производња меса. Око 70% искрченог земљишта претворено је у пашњаке, док се остатак користи за узгој сточне хране.

## Становништво
У региону Амазона живи око милион припадника домородачких заједница. Овим заједницама у Бразилу припада преко милион квадратних километара, што је око 20% површина. На том подручју живи око 150 домородачких народа. Њихово власништво над земљом предмет је оштрих спорова са трагачима за златом и компанијама за експлоатацију дрвета. Неки од становника живе у једноставним колибама на стубовима изнад воде. Они живе од риболова, производње каучука, ситног сточарства и продаје воћа и ораха.
Важнији градови који леже на Амазону су:
- Икитос
- Манаус
- Обидос
- Сантарем
- Белем
- Макапа